# Iuliu Barasch
Iuliu Barasch (n. 9 iunie 1815, Brodî, Regatul Galiției și Lodomeriei, Imperiul Austriac – d. 31 martie 1863, București, Principatele Unite Române), care era poreclit Moses Mendelssohn al României, a fost un medic, filozof, pedagog și animator al culturii și științei român, evreu maskil originar din Galiția, pe atunci parte a Imperiului Austriac, fondatorul iluminismului evreiesc în România. S-a remarcat ca fiind unul din cei mai activi popularizatori ai științei din România, în acest sens a susținut mai multe lecții publice și a editat mai multe manuale. A înființat mai întâi un dispensar, iar mai apoi un spital pentru copii, după modelul instituțiilor europene, în acest fel punând bazele asistenței pediatrice din România. A scris și câteva lucrări filozofice în limba germană.
S-a născut la Brody în Galiția, pe atunci în stăpânirea Imperiului Austriac. Numele său ebraic primit după naștere era Yehuda ben Mordehai.
Iuliu Barasch a studiat medicina la Berlin și la Leipzig. În 1841, la Berlin, a primit titlul de doctor în medicină, susținând teza de doctorat Sinopsis impetiginum sau Conspectus omnimium morborum cutis chronicorum.
Stabilindu-se în Țara Românească, a devenit medic al carantinei de la Călărași, între anii 1843-1847, iar mai apoi al județului Dolj, între anii 1847-1851. Între 1851-1858  a fost medic în București și profesor de istorie naturală la Colegiul Sf. Sava, la Școala de Agricultură și la Școala militară. Între anii 1856-1863 a fost medic la Școala națională de medicină și farmacie din București. În 1858 sub conducerea sa a fost inițiat și organizat primul spital de copii din București. În 1856 a fondat și a fost redactor al revistei Isis sau Natura (din 1862 Natura), tipărită în primul an al apariției sale la Tipografia Națională a lui Iosif Romanov.
A fost înmormântat în București, în cimitirul evreiesc din strada Sevastopol. După desființarea acestui cimitir în timpul regimului Antonescu, mormântul său a fost transferat la Cimitirul Filantropia și apare pe Lista monumentelor istorice din București (2004).

## Activitatea comunitară

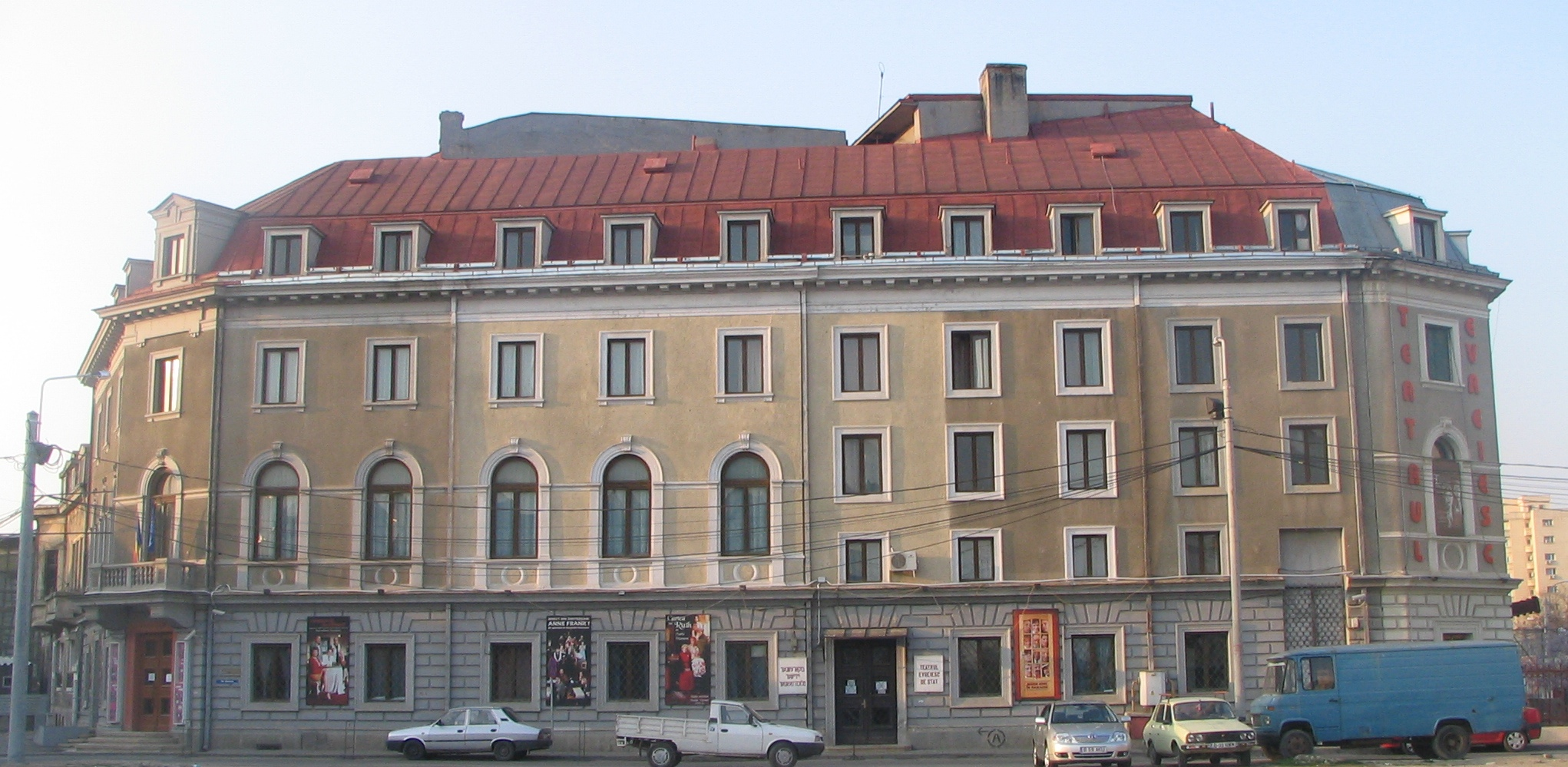
Teatrul Evreiesc de Stat care fusese înființat ca Teatrul Barașeum, purtând numele doctorului Baraș

Iuliu Baraș a avut un rol important în modernizarea vieții comunitare evreiești în București, modernizarea ritului și sinagogilor cu orientare spre iudaismul occidental. Împreună cu Aaron Așer și cu A. Vainberg a tipărit la București (1857) Israelitul român, prima gazetă cu caractere latine din România.

## Operă
- Minunile naturii - 3 volume (1850-1852)
- Despre unele din institutele filantropice din Europa (1853)
- Evreii din Moldova și Valachia. Studiu istorico-social. (1854) A apărut în limba germană și Elias Schwarzfeld l-a tradus în limba română.
- Despre asfixie sau leșin (1854)
- Cursul de igienă populară (1857)
- Cărticica altoiului (1859)
- ISIS sau Natura: Jurnal pentru răspândirea științelor naturale și exacte în toate clasele, București, Tipografia Colegiului Național, 1858;
- Manual de botanică silvică, București, Niphon,  1861;
- Curs elementar de istorie naturală - 3 volume (1862)
- G.Belèze, traducere Iuliu Barasch, Istoria naturală potrivită pe înțelegerea copiilor, București, Tipografia Colegiului Național, 1858.